# Cupa Tunisiei
Cupa Tunisiei (în arabă كأس تونس لكرة القدم), denumită oficial Cupa Președintelui, este competiția oficială de cupă de fotbal din Tunisia care este considerată ca fiind a doua cea mai importantă competiție după campionatul Tunisiei.

## Istorie
Fondată în 1922, primul turneu de cupă a avut loc în sezonul 1922-1923, în timpul ocupație franceze. Prima finală de după independență, care a avut loc la sfârșitul sezonului 1955-1956, a fost câștigată de Stade Tunisien.
Așadar, cupa este organizată în fiecare an, cu excepția sezonului 1977-1978, datorită participării echipei  naționale  la Cupa Mondială din Argentina 1978, și nu s-a finalizat în 2001-2002 cu ocazia participării, din nou a echipei naționale la Cupa Mondială din 2002, organizată de țările asiatice Japonia și Coreea de Sud. Din 2001, meciul final are loc de obicei pe Stadionul Olimpic Radès.
Espérance Tunis este cel mai de succes club de fotbal tunisian, cu 15 trofee la activ. Clubul African este echipa care a jucat cele mai multe finale (27 de ori), precum și echipa care și-a păstrat titlul timp de patru sezoane consecutive (1966-1967, 1967-1968, 1968-1969 și 1969-1970). Un nou trofeu al Cupei Tunisiei este adoptat de fiecare dată când o echipă îl câștigă de trei ori.
În august 2019, a fost anunțat că edițiile viitoare vor fi denumite în onoarea răposaților președinți ai Tunisiei și a activiștilor politici. De la începutul anului 2020, conducerea Federației Tunisiene de Fotbal a decis ca meciul final să se dispute si în afara orașului Tunis și să-l mute și în alte regiuni al țării lor.

## Palmares
| Club Sportiv | Trofee | Ultima cupă câștigată | Finalistă | Ultima finală pierdută | Finale jucate |

| Espérance Tunis  | 16 | 2025 | 11 | 2020 | 27 |
| Africain         | 13 | 2018 | 14 | 2021 | 27 |
| Étoile du Sahel  | 10 | 2015 | 15 | 2019 | 25 |
| Hammam-Lif       | 9  | 2001 | 1  | 1964 | 10 |
| Sfaxien          | 7  | 2022 | 7  | 2014 | 14 |
| Stade Tunisien   | 7  | 2024 | 6  | 2025 | 13 |
| AS Marsa         | 5  | 1994 | 9  | 2022 | 14 |
| Union ST         | 5  | 1935 | 0  | -    | 5  |
| Bizertin         | 3  | 2013 | 4  | 2024 | 7  |
| Olympique Béja   | 3  | 2023 | 2  | 1998 | 5  |
| Stade Gaulois    | 3  | 1937 | 0  | -    | 3  |
| Tunis RC         | 2  | 1932 | 0  | -    | 2  |
| Tunis SC         | 2  | 1938 | 0  | -    | 2  |
| US Monastir      | 1  | 2020 | 1  | 2009 | 2  |
| Espérance Zarzis | 1  | 2005 | 0  | -    | 1  |
| Railway          | 0  | -    | 3  | 1979 | 3  |
| Ben Guerdane     | 0  | -    | 1  | 2017 | 1  |

## Rezultate
| Finala | Câștigătoare | Scor | Finalistă | Finala | Câștigătoare | Scor | Finalistă |
| ------ | ------------ | ---- | --------- | ------ | ------------ | ---- | --------- |

| 2024 | Stade Tunisien                                             | 2 - 0                                                      | Bizertin                                                   | 2025 | Espérance Tunis  | 1 - 0 | Stade Tunisien  |
| 2022 | Sfaxien                                                    | 2 - 0                                                      | AS Marsa                                                   | 2023 | Olympique Béja   | 1 - 0 | Espérance Tunis |
| 2020 | US Monastir                                                | 2 - 0                                                      | Espérance Tunis                                            | 2021 | Sfaxien ✠        | 0 - 0 | Africain        |
| 2018 | Africain                                                   | 4 - 1                                                      | Étoile du Sahel                                            | 2019 | Sfaxien ✠        | 0 - 0 | Étoile du Sahel |
| 2016 | Espérance Tunis                                            | 2 - 0                                                      | Africain                                                   | 2017 | Africain         | 1 - 0 | Ben Guerdane    |
| 2014 | Étoile du Sahel                                            | 1 - 0                                                      | Sfaxien                                                    | 2015 | Étoile du Sahel  | 4 - 3 | Gabèsien        |
| 2012 | Étoile du Sahel                                            | 1 - 0                                                      | Sfaxien                                                    | 2013 | Bizertin         | 2 - 1 | AS Marsa        |
| 2010 | Olympique Béja                                             | 1 - 0                                                      | Sfaxien                                                    | 2011 | Espérance Tunis  | 1 - 0 | Étoile du Sahel |
| 2008 | Espérance Tunis                                            | 2 - 1                                                      | Étoile du Sahel                                            | 2009 | Sfaxien          | 1 - 0 | US Monastir     |
| 2006 | Espérance Tunis ✠                                          | 2 - 2                                                      | Africain                                                   | 2007 | Espérance Tunis  | 2 - 1 | Bizertin        |
| 2004 | Sfaxien ✠                                                  | 2 - 0                                                      | Espérance Tunis                                            | 2005 | Espérance Zarzis | 2 - 0 | Espérance Tunis |
| 2002 | Neterminat din cauza începutului Cupei Mondiale FIFA 2002. | Neterminat din cauza începutului Cupei Mondiale FIFA 2002. | Neterminat din cauza începutului Cupei Mondiale FIFA 2002. | 2003 | Stade Tunisien   | 1 - 0 | Africain        |
| 2000 | Africain ✠                                                 | 0 - 0                                                      | Sfaxien                                                    | 2001 | Hammam-Lif       | 1 - 0 | Étoile du Sahel |
| 1998 | Africain ✠                                                 | 1 - 1                                                      | Olympique Béja                                             | 1999 | Espérance Tunis  | 2 - 1 | Africain        |
| 1996 | Étoile du Sahel                                            | 2 - 1                                                      | Kairouan                                                   | 1997 | Espérance Tunis  | 1 - 0 | Sfaxien         |
| 1994 | AS Marsa                                                   | 1 - 0                                                      | Étoile du Sahel                                            | 1995 | Sfaxien          | 2 - 1 | Olympique Béja  |
| 1992 | Africain                                                   | 2 - 1                                                      | Stade Tunisien                                             | 1993 | Olympique Béja ✠ | 0 - 0 | AS Marsa        |
| 1990 | AS Marsa                                                   | 3 - 2                                                      | Stade Tunisien                                             | 1991 | Espérance Tunis  | 2 - 1 | Étoile du Sahel |
| 1988 | Transports ✠                                               | 1 - 1                                                      | Africain                                                   | 1989 | Espérance Tunis  | 2 - 0 | Africain        |
| 1986 | Espérance Tunis ✠                                          | 0 - 0                                                      | Africain                                                   | 1987 | Bizertin         | 1 - 0 | AS Marsa        |
| 1984 | AS Marsa ✠                                                 | 0 - 0                                                      | Sfaxien                                                    | 1985 | Hammam-Lif ✠     | 0 - 0 | Africain        |
| 1982 | Bizertin                                                   | 1 - 0                                                      | Africain                                                   | 1983 | Étoile du Sahel  | 3 - 1 | AS Marsa        |
| 1980 | Espérance Tunis                                            | 2 - 0                                                      | Africain                                                   | 1981 | Étoile du Sahel  | 3 - 1 | Stade Tunisien  |
| 1978 | Neterminat din cauza începutului Cupei Mondiale FIFA 1978. | Neterminat din cauza începutului Cupei Mondiale FIFA 1978. | Neterminat din cauza începutului Cupei Mondiale FIFA 1978. | 1979 | Espérance Tunis  | 3 - 2 | Railway         |
| 1976 | Africain ✠                                                 | 0 - 0                                                      | Espérance Tunis                                            | 1977 | AS Marsa         | 3 - 0 | Sfaxien         |
| 1974 | Étoile du Sahel                                            | 1 - 0                                                      | Africain                                                   | 1975 | Étoile du Sahel  | 3 - 0 | El Mahdia       |
| 1972 | Africain                                                   | 1 - 0                                                      | Stade Tunisien                                             | 1973 | Africain         | 1 - 0 | AS Marsa        |
| 1970 | Africain ✠                                                 | 0 - 0                                                      | AS Marsa                                                   | 1971 | Sfaxien          | 1 - 0 | Espérance Tunis |
| 1968 | Africain                                                   | 3 - 2                                                      | Railway                                                    | 1969 | Africain         | 2 - 0 | Espérance Tunis |
| 1966 | Stade Tunisien                                             | 1 - 0                                                      | AS Marsa                                                   | 1967 | Africain         | 2 - 0 | Étoile du Sahel |
| 1964 | Espérance Tunis                                            | 1 - 0                                                      | Hammam-Lif                                                 | 1965 | Africain         | 2 - 1 | AS Marsa        |
| 1962 | Stade Tunisien                                             | 1 - 0                                                      | Stade Soussien                                             | 1963 | Étoile du Sahel  | 2 - 1 | Africain        |
| 1960 | Stade Tunisien                                             | 2 - 0                                                      | Étoile du Sahel                                            | 1961 | AS Marsa         | 3 - 0 | Stade Tunisien  |
| 1958 | Stade Tunisien                                             | 2 - 0                                                      | Étoile du Sahel                                            | 1959 | Étoile du Sahel  | 3 - 2 | Espérance Tunis |
| 1956 | Stade Tunisien                                             | 3 - 1                                                      | Africain                                                   | 1957 | Espérance Tunis  | 2 - 1 | Étoile du Sahel |